# Hôpital Maisonneuve-Rosemont
Pour les articles homonymes, voir HMR, Maisonneuve et Rosemont.
L'Hôpital Maisonneuve-Rosemont (HMR) est un hôpital de Montréal, situé dans l'arrondissement Rosemont–La Petite-Patrie. Affilié à l'Université de Montréal, il dessert l'est de la ville et offre 588 lits. Il emploie 5 000 personnes et reçoit chaque année 3 000 étudiants.

## Histoire

### Fondation
L'Hôpital Maisonneuve-Rosemont, fondé en 1971, résulte de la fusion de deux institutions hospitalières : l'Hôpital Maisonneuve et l'Hôpital Saint-Joseph de Rosemont.

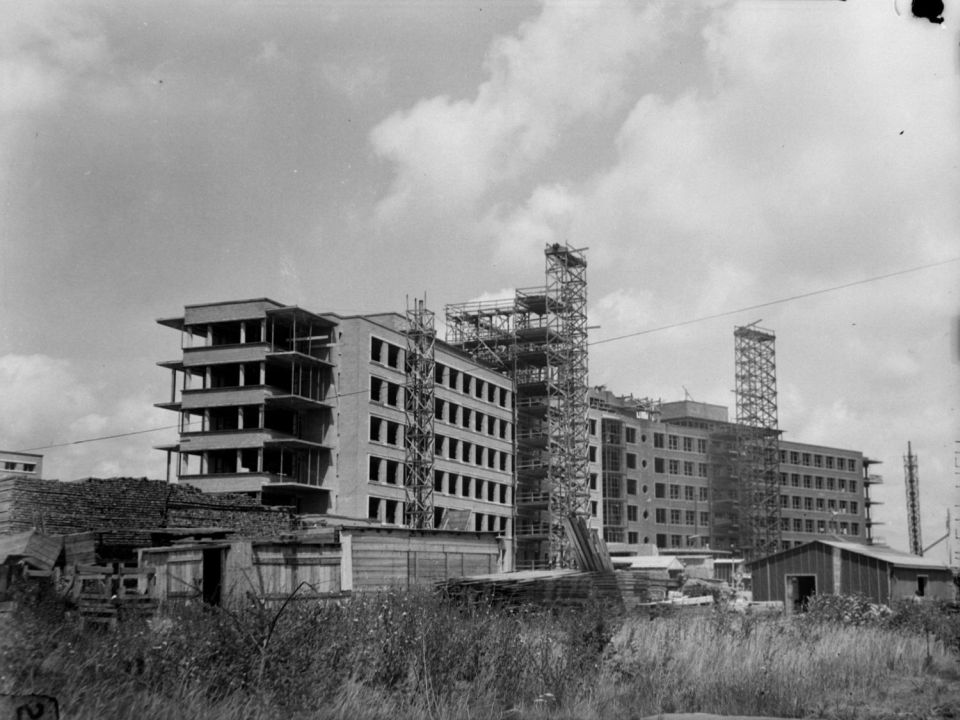
Construction de l’Hôpital sanatorium Saint-Joseph en 1948

### Origine
L'Hôpital Maisonneuve, fondé par les Sœurs grises en 1954, hébergeait une école d'infirmières et l'Institut de Cardiologie de Montréal. Au début du 20e siècle, la plupart des hôpitaux à travers le Québec avaient leur propre école d’infirmières. Quant à l'Hôpital Saint-Joseph, fondé en 1950 par les Sœurs de la Miséricorde, il était spécialisé dans les soins aux tuberculeux.

### Loi 10, abolitions et fusions
Le 25 septembre 2014, le ministre de la Santé et des Services sociaux Gaétan Barrette (Parti libéral du Québec) suivant sa promesse électorale, présente le projet de loi 10 pour la fusion de services et l'abolition des Agences régionales de santé et de services sociaux. La loi 10 est finalement adoptée en février 2015. Elle entre en vigueur le 1er avril 2015. Ce faisant, le ministre a l'intention de « simplifier l’accès aux services pour la population, de contribuer à l’amélioration de la qualité et de la sécurité des soins et d’accroître l’efficience et l’efficacité de ce réseau ».

### Des CISSS et des CIUSSS
La loi 10, entrée en vigueur en 2015, a généré la création de 13 centres intégrés de santé et de services sociaux (CISSS) et 9 centres intégrés universitaires de santé et de services sociaux (CIUSSS), soit des organes responsables de la gestion et des opérations des établissements de santé sur un territoire donné.

#### Le CIUSSS de l'Est-de-l'Île-de-Montréal
L'Hôpital Maisonneuve-Rosemont fait depuis 2015 partie du Centre intégré universitaire de santé et de services sociaux de l’Est-de-l’Île-de-Montréal, qui compte 2 hôpitaux, 1 institut universitaire, 8 CLSC et 15 CHSLD desservis par environ 15 000 employés dont près de 900 médecins.
- Hôpital Maisonneuve-Rosemont [7]
- Hôpital Santa Cabrini Ospedale[8]
- Institut universitaire en santé mentale de Montréal[9]
- CHSLD Benjamin-Victor-Rousselot[10]
- CHSLD Dante
- CHSLD de Saint-Michel
- Centre d’hébergement J.-Henri Charbonneau
- CHSLD Éloria-Lepage
- CHSLD François-Séguenot
- CHSLD Jean-Hubert-Biermans
- CHSLD Joseph-François-Perrault
- CHSLD Marie-Rollet
- CHSLD Nicolet
- CHSLD Pierre-Joseph-Triest
- CHSLD Polonais Marie-Curie-Sklodowska[11]
- CHSLD Robert-Cliche
- CHSLD Jeanne Leber
- CHSLD Judith-Jasmin
- CLSC de Hochelaga-Maisonneuve
- CLSC de l’Est-de-Montréal
- CLSC de Mercier-Est
- CLSC de Rivière-des-Prairies
- CLSC de Rosemont
- CLSC de Saint-Léonard
- CLSC de Saint-Michel
- CLSC Olivier-Guimond

### Agrandissement
Dès 2023, un agrandissement coûtant « plusieurs milliards de dollars » est prévue,.
Construit dans les années 1950, le bâtiment principal présente des signes majeurs de dégradation : infiltrations d'eau, pannes fréquentes d'électricité, présence de rongeurs et d'insectes, ventilation déficiente et ascenseurs défectueux ,. En 2024 et 2025, des pannes électriques ont forcé l'annulation de chirurgies et la fermeture temporaire de certaines unités.
Le projet de reconstruction, évalué à 5 milliards de dollars, vise à moderniser l'établissement en y ajoutant notamment 720 lits d’hospitalisation, comparativement aux 450 actuels ,. L'agrandissement a été officiellement lancé en septembre 2023 par le ministre de la Santé Christian Dubé, en présence de la mairesse de Montréal Valérie Plante. Toutefois, en mars 2024, le gouvernement a annoncé un nouveau report du début des travaux, invoquant des enjeux budgétaires et un manque à gagner de 1,8 milliard de dollars dans le Plan québécois des infrastructures (PQI),.
Sous pression des partis d'opposition, des syndicats, de la Coalition HMR et du personnel soignant, le gouvernement a annoncé en mai 2025 le déblocage d’un montant de 85 millions de dollars pour amorcer les travaux, notamment la construction d’un stationnement étagé, première étape du projet,,. Cette étape est jugée nécessaire afin de libérer de l'espace pour la future construction du nouveau bâtiment hospitalier. Les appels d’offres sont prévus pour l'été 2025 et les travaux du stationnement devraient durer environ 18 mois,.
Des médecins, des représentants syndicaux et des élus ont dénoncé le fait que seuls les travaux de stationnement soient pour l'instant confirmés, sans échéancier précis pour la suite du projet,,. Plusieurs y voient une réponse partielle à une crise structurelle majeure. Le Dr Pierre Dubé, chirurgien à l'HMR, a affirmé : « On n'est pas ici pour un stationnement, on est ici pour un hôpital pour nos patients ». De son côté, le président du Conseil des médecins, dentistes, pharmaciens et sages-femmes, le Dr Marc Brousseau, considère que l'établissement est en train de devenir un « symbole » de l'état des infrastructures de santé au Québec.
À la suite d'un orage ayant causé une panne de courant le 29 avril 2025, des vitres ont éclaté, les génératrices ont failli à leur tâche, et des ascenseurs ont été bloqués, forçant des interventions d'urgence. L'événement a entraîné l'annulation de 30 chirurgies et une surcharge des laboratoires voisins en raison d'un bris d’équipement,. Des inspecteurs de la Régie du bâtiment du Québec (RBQ) ont été dépêchés sur les lieux pour évaluer la sécurité des infrastructures.
Le gouvernement assure que les fonds nécessaires à l'ensemble du projet sont bel et bien disponibles dans le PQI, et que la construction du nouvel hôpital suivra immédiatement l'achèvement du stationnement,. Néanmoins, l'absence persistante d'un échéancier détaillé et l'absence de confirmation du budget global continuent d’alimenter le scepticisme,,.
En parallèle, la Fondation HMR prévoit lancer une campagne de financement de 150 millions de dollars, visant à soutenir les volets liés aux soins, à l'enseignement et à la recherche du projet de modernisation. Elle a toutefois précisé qu’aucune somme ne serait allouée à la construction du stationnement.

## Spécialités
L'Hôpital Maisonneuve-Rosemont offre toutes les spécialités médicales. En outre, il a acquis une réputation notable en certains domaines particuliers : la santé mentale, l'ophtalmologie, la thérapie cellulaire (traitement de la leucémie et d'autres formes de cancers grâce aux cellules souches), cancérologie des sarcomes musculo-squelettiques et la néphrologie.

## État des lieux
Constat des années 2020, le pavillon principal cruciforme de onze étages est vétuste. C'est dans ce pavillon que sont situés la majorité des chambres, les salles d'opération, l'urgence et les soins intensifs. De l'avis du responsable des soins intensifs; il n'y a rien qui soit aux standards modernes: il y a des pièces d'équipements médicaux qui ne peuvent être installées parce qu'il n'y a pas assez d'électricité dans les murs. Les corridors sont trop étroits, les chambres sont trop petites, l'aération est essentiellement inexistante et il y a plusieurs fenêtres qui sont condamnées.